# Stortjärnen (Sorsele socken, Lappland, 727600-160715)
Stortjärnen är en sjö i Sorsele kommun i Lappland och ingår i Umeälvens huvudavrinningsområde. Sjön har en area på 0,225 kvadratkilometer och ligger 425 meter över havet. Stortjärnen ligger i Lässejaure Natura 2000-område.

## Delavrinningsområde
Stortjärnen ingår i det delavrinningsområde (727554-160762) som SMHI kallar för Utloppet av Stortjärnen. Medelhöjden är 427 meter över havet och ytan är 1,15 kvadratkilometer. Räknas de 2 avrinningsområdena uppströms in blir den ackumulerade arean 2,17 kvadratkilometer. Vattendraget som avvattnar avrinningsområdet har biflödesordning 6, vilket innebär att vattnet flödar genom totalt 6 vattendrag innan det når havet efter 333 kilometer. Avrinningsområdet består mestadels av skog (34 procent) och sankmarker (46 procent). Avrinningsområdet har 0,23 kvadratkilometer vattenytor vilket ger det en sjöprocent på 19,7 procent.